# Nulli res sua servit
Nulli res sua servit (łac. nie można mieć służebności na własnej rzeczy) – zasada rzymskiego prawa rzeczowego, zgodnie z którą nie można ustanawiać, ani posiadać służebności na rzeczy własnej.
Zasada ta została sformułowana przez Paulusa, a za nim cytowana w Digestach Justyniana:

Żaden ze współwłaścicieli nie może ani czynić czegoś na wspólnej rzeczy wbrew woli drugiego z tytułu służebności, ani też zabronić, by drugi coś czynił: nikt bowiem nie może mieć służebności na swojej rzeczy.

Zasadę tę rozwija Ulpian, co zostało zawarte w Digestach Justyniana:

Ten kto ma własność, nie może oddzielić używania i użytkowania.

W przypadku zejścia się w jednej osobie prawa własności i służebności (jeśli uprawniony nabył własność na rzeczy cudzej) służebność gasła. Ograniczona treść służebności jest w zakresie treści najszerszego prawa rzeczowego – prawa własności, a dodatkowo dotychczasowa rzecz służebna przestawała być rzeczą cudzą.
Obecnie zasadę tę w polskim prawie cywilnym wyraża art. 247 Kodeksu cywilnego.